# Tank II
Tank II è un videogioco arcade sviluppato e pubblicato da Kee Games nel 1975 come seguito del fortunato Tank.
Tank II presenta un cabinet identico a quello del suo predecessore: l'unica differenza visibile è nel nome. Ma la principale novità introdotta con Tank II risiede nella circuiteria: Kee Games aveva pensato a una serie di diverse versioni di Tank, ognuna con una peculiarità distintiva. Per contenere i costi i progettisti avevano studiato una particolare scheda madre dove, tramite semplici punti di saldatura, potevano essere variati diversi parametri del gioco quali nuovi schemi, l'invisibilità dei carri armati, missili teleguidati e altro ancora. Purtroppo tali nuove versioni non furono mai commercializzate perché gli schemi di quel sistema furono sottratti e pubblicati su una rivista del settore, permettendo quindi a chiunque avesse un minimo di dimestichezza con i circuiti elettronici di poter modificare a proprio piacimento la scheda di Tank II.